# WMAP

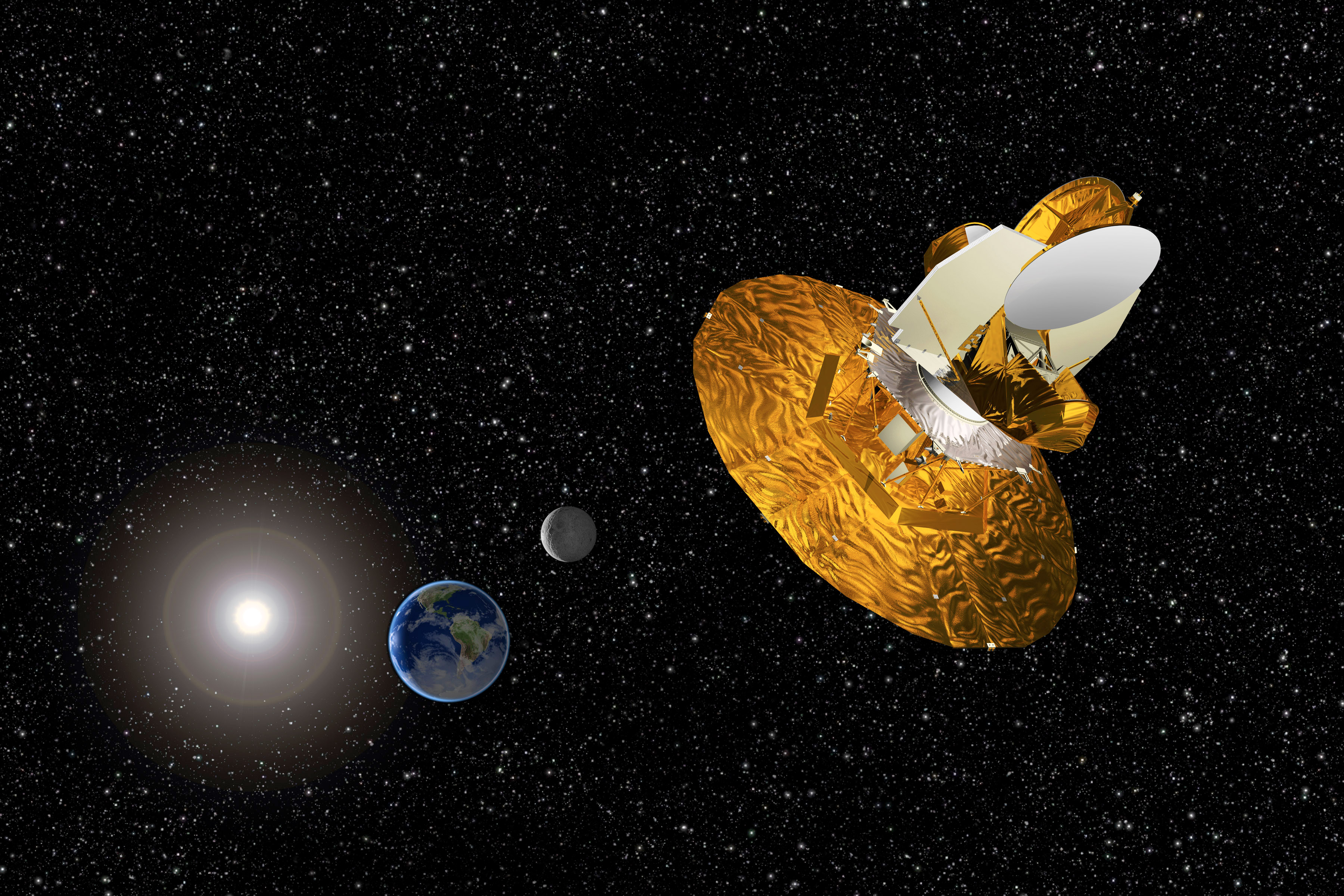
Representació artística de la WMAP abandonant la Terra camí del punt de Lagrange L₂.

La Wilkinson Microwave Anisotropy Probe (WMAP, «Sonda Wilkinson d'anisotropia de microones») va ser una sonda espacial de la NASA que va funcionar entre 2001 i 2010 per mesurar les diferències de temperatura a través del cel en el fons còsmic de microones (CMB), una calor radiant romanent del big-bang. Encapçalada pel professor Charles L. Bennett de la Universitat Johns Hopkins, la missió es va desenvolupar en una col·laboració conjunta entre el Goddard Space Flight Center de la NASA i la Universitat de Princeton. La nau espacial WMAP va ser llançada el 30 de juny de 2001 des de Florida. La missió WMAP va succeir a la missió espacial COBE i va ser la segona nau espacial de classe mitjana (MIDEX) del programa Explorer de la NASA. El 2003, MAP va ser rebatejat com a WMAP en honor al cosmòleg David Todd Wilkinson (1935–2002), que havia estat membre de l'equip científic de la missió. Després de nou anys d'operacions, WMAP es va apagar el 2010, després del llançament de la nau espacial Planck, més avançada, per l'Agència Espacial Europea (ESA) el 2009.
Els resultats de la sonda WMAP van tenir un paper clau en l'establiment del model estàndard de cosmologia actual: el model Lambda-CDM. Les dades WMAP s'ajusten molt bé a un univers dominat per l'energia fosca en forma de constant cosmològica. Altres dades cosmològiques també són coherents i juntes restringeixen estretament el model. En el model Lambda-CDM de l'univers, l'⁣edat de l'univers és de 13,772±0,059 mil milions d'anys. La determinació de l'edat de l'univers de la missió WMAP garanteix una precisió superior a l'1%. La taxa d'expansió actual de l'univers és (vegeu constant de Hubble) de 69,32±0,80 km·s−1·Mpc−1. El contingut de l'univers consta actualment de 4,628%±0,093% de matèria bariònica ordinària; 24,02%+0,88%
−0,87% 24,02%+0,88%
−0,87% de matèria fosca freda (MDL) que ni emet ni absorbeix llum; i 71,35%+0,95%
−0,96%71,35%+0,95%
−0,96% d'energia fosca en forma de constant cosmològica que accelera l'⁣expansió de l'univers. Menys de l'1% del contingut actual de l'univers es troba en neutrins, però les mesures de WMAP han trobat, per primera vegada el 2008, que les dades mostren l'existència d'un fons còsmic de neutrins amb un nombre efectiu d'espècies de neutrins de 3,26±0,35. El contingut apunta a una geometria plana euclidiana, amb curvatura ({\displaystyle \Omega _{k}} ) de −0,0027+0,0039
−0,0038 −0,0027+0,0039
−0,0038. Les mesures WMAP també donen suport al paradigma d'inflació còsmica de diverses maneres, inclosa la mesura de la plenitud.
La missió ha guanyat diversos reconeixements: segons la revista Science, el WMAP va ser l'⁣Avenç de l'any del 2003. Els documents de resultats d'aquesta missió van ser el primer i el segon a la llista "Super Hot Papers in Science Since 2003". Dels articles de física i astronomia més referenciats de tots els temps a la base de dades INSPIRE-HEP, només tres s'han publicat des de l'any 2000, i tots tres són publicacions WMAP. Bennett, Lyman A. Page Jr. i David N. Spergel, aquest últim de la Universitat de Princeton, van compartir el premi Shaw 2010 en astronomia pel seu treball en la sonda WMAP. Bennett i l'equip científic de WMAP van rebre el premi Gruber 2012 en cosmologia. El Premi Breakthrough 2018 en Física Fonamental es va atorgar a Bennett, Gary Hinshaw, Norman Jarosik, Page, Spergel i l'equip científic WMAP.
L'octubre de 2010, la nau espacial WMAP va quedar abandonada en una òrbita heliocèntrica de cementiri després de completar nou anys d'operacions. Totes les dades de WMAP s'han donat a conèixer al públic i han estat sotmeses a un escrutini acurat. El llançament de dades oficial final es va fer el 2012.
Alguns aspectes de les dades són estadísticament inusuals per al model estàndard de cosmologia. Per exemple, la mesura a escala angular més gran, el moment quadrupolar, és una mica més petit del que prediria el model, però aquesta discrepància no és molt significativa. Un gran punt fred i altres característiques de les dades són estadísticament més significatius, i la investigació continua a partir d'aquestes dades.

## Objectius

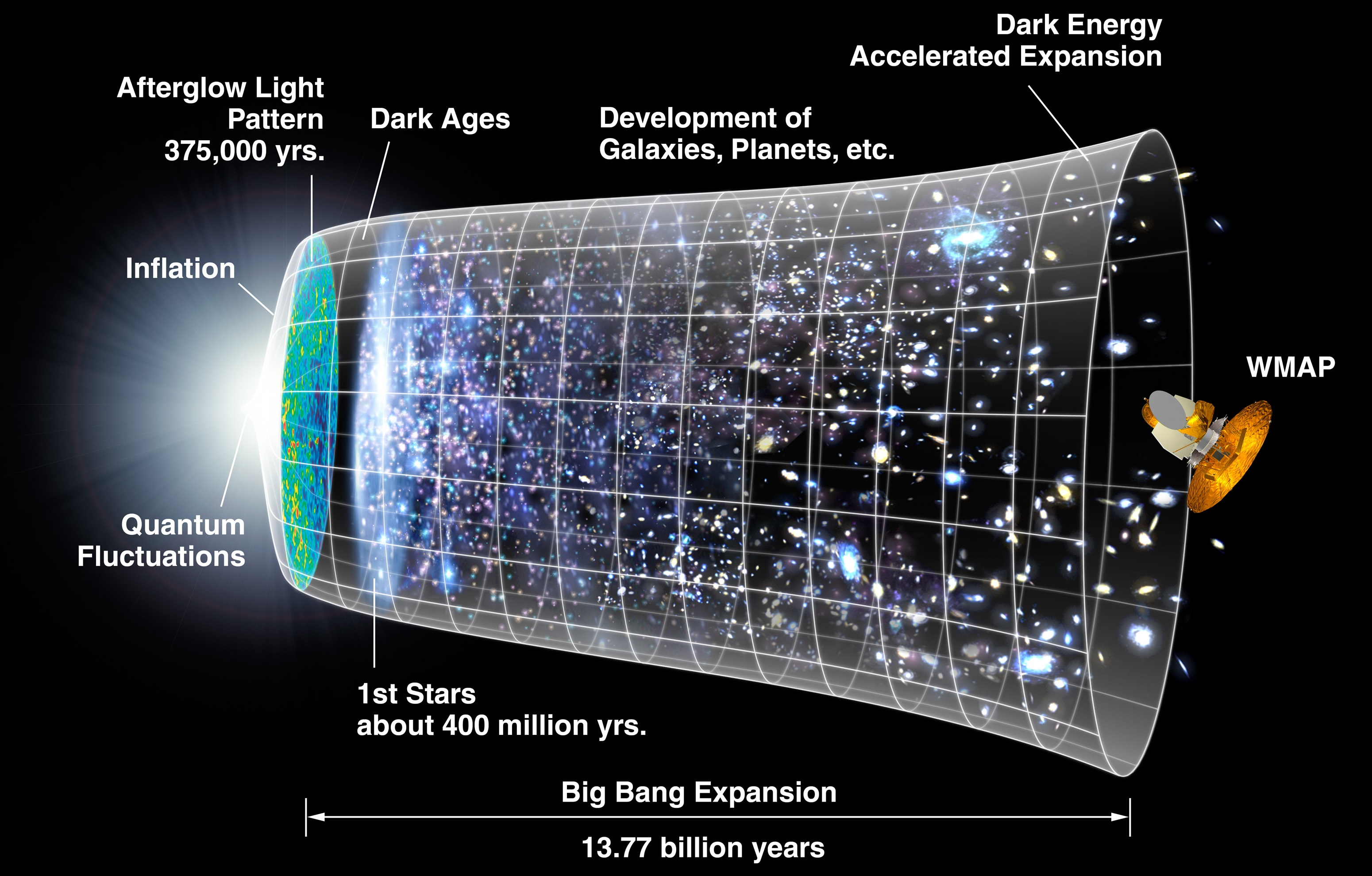
La línia de temps de l'univers, des del big-bang fins al WMAP

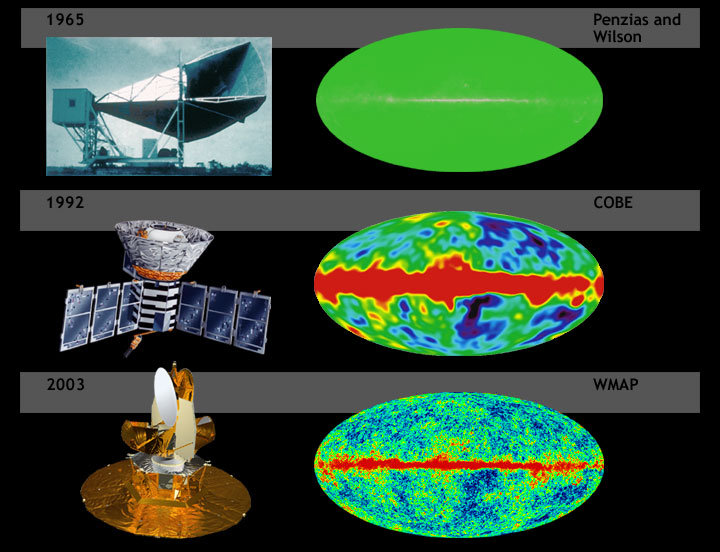
Una comparació entre la sensibilitat de WMAP i del seu predescessor COBE i el telescopi de Penzias i Wilson (dades simulades)

L'objectiu del WMAP era mesurar les diferències de temperatura en la radiació de fons de microones còsmics (CMB). Les anisotropies es van utilitzar llavors per mesurar la geometria, el contingut i l'evolució de l'univers; i provar el model del big-bang i la teoria de la inflació còsmica. Per això, la missió va crear un mapa del cel complet del CMB, amb una resolució de 13 minuts d'arc mitjançant observació multifreqüència. El mapa requeria el menor nombre d'errors sistemàtics, cap soroll de píxels correlacionat i un calibratge precís, per garantir una precisió a escala angular superior a la seva resolució. El mapa conté 3.145.728 píxels i fa servir l'esquema HEALPix per pixelar l'esfera. El telescopi també va mesurar la polarització en mode E del CMB i la polarització en primer pla. La seva vida útil era de 27 mesos; 3 per assolir la posició L2, i 2 anys d'observació.

## Desenvolupament
La missió MAP va ser proposada a la NASA el 1995, seleccionada per a estudiar el 1996 i aprovada per al desenvolupament el 1997.
El WMAP va ser precedit per dues missions d'observació del CMB; (i) el RELIKT-1 soviètic que va informar de les mesures del límit superior de les anisotropies CMB i (ii) el satèl·lit COBE dels EUA que va informar per primer cop de les fluctuacions de CMB a gran escala. El WMAP era 45 vegades més sensible, amb 33 vegades la resolució angular del seu predecessor de satèl·lit COBE. La missió europea Planck successora (operativa 2009-2013) va tenir una resolució i una sensibilitat més alta que WMAP i es va observar en 9 bandes de freqüència en lloc de les 5 de WMAP, la qual cosa va permetre millorar els models astrofísics de primer pla.

## Resultats científics
Els resultats científics obtinguts per la WMAP s'han fet públics en dos grans blocs de conclusions, el primer l'11 de febrer de 2003 i el segon, després d'una anàlisi de tres anys, el 17 de març de 2006.

### Els primers resultats

Mapa del cel en la banda de microones feta per la WMAP. Poden observar-se les petites irregularitats que són l'origen dels futurs agrupaments de matèria.

En la primera roda de premsa, el febrer de 2003, es va presentar la imatge més detallada de l'univers primigeni presa fins a la data en la banda de microones, tot esperant el llançament i els resultats del Planck Surveyor. D'acord amb la NASA, aquesta imatge «conté tal nivell de detall que es pot considerar un dels resultats científics més importants dels últims anys». Cal tenir en compte que aquesta imatge no és la de major resolució presa mai sobre el fons còsmic de microones, però és la millor imatge que tenim de la radiació de fons de tot el cel. Dels resultats presentats es poden extreure les conclusions següents:
- L'univers té una edat de 13.700 milions ± 200 milions d'anys (vegeu l'article a arxiv.org).
- L'univers està compost per:
  - un 4% de matèria bariònica ordinària,
  - un 22% d'un tipus de matèria fosca desconeguda, que no emet ni absorbeix llum,
  - un 74% d'un tipus d'energia fosca que provoca l'acceleració de l'expansió de l'univers.
- La constant de Hubble té el valor 71 ± 4 km/s/Mpc
- Les teories actuals, amb les dades de la WMAP, indiquen que l'univers és obert, és a dir, que seguirà expandint-se indefinidament i que té forma de con, en una topologia coneguda amb el nom de topologia de Picard.

### Confirmació del model inflacionari
El segon bloc de resultats, presentat el 17 de març de 2006, inclou mesures més detallades de la temperatura i, especialment, de la polarització del fons còsmic de microones, que proporcionen una important confirmació de l'actual model cosmològic inflacionari, anomenat model Lambda-CDM, malgrat que encara roman una anomalia no explicada en les mesures a escales angulars més grans del moment quadripolar. També s'ha realitzat un nou càlcul de la constant de Hubble que ha donat un valor de 70 +2,4/-3,2 km/s/Mpc.
Durant els tres anys des dels primers resultats l'equip científic ha aconseguit reduir les incerteses en els resultats i determinar-ne la polarització. Les dades de la polarització han permès als cosmòlegs deduir quina part de les fluctuacions de temperatura són provocades pels efectes distorsionadors de la matèria i quina part és provocada per ones gravitatòries en l'univers primigeni. A més a més, com la polarització dels fotons resulta afectada per la presència de material ionitzant, aquestes dades mostren que les primeres estrelles es van formar quan l'univers tenia una edat d'uns 400 milions d'anys i no d'uns 200 milions d'anys, com es pensava fins ara.